# Pearl Jam (album)
Pearl Jam je název osmého alba americké grungeové kapely Pearl Jam, první, které vydali pro label J Records. Album vyšlo 2. května 2006, čtyři roky od vydání posledního řadového alba, což byla zatím nejdelší odmlka v historii skupiny. Hudebně se tato deska vrací k hudebník kořenům skupiny. Album sklidilo převážně pozitivní kritiky. Ve spojených státech získalo zlatou desku.

## Seznam skladeb
1. "Life Wasted" (Stone Gossard, Eddie Vedder) – 3:54
2. "World Wide Suicide" (Vedder) – 3:29
3. "Comatose" (Mike McCready, Gossard, Vedder) – 2:19
4. "Severed Hand" (Vedder) – 4:30
5. "Marker in the Sand" (McCready, Vedder) – 4:23
6. "Parachutes" (Gossard, Vedder) – 3:36
7. "Unemployable" (Matt Cameron, McCready, Vedder) – 3:04
8. "Big Wave" (Jeff Ament, Vedder) – 2:58
9. "Gone" (Vedder) – 4:09
10. "Wasted Reprise" (Gossard, Vedder) – 0:53
11. "Army Reserve" (Ament, Vedder, Damien Echols) – 3:45
12. "Come Back" (McCready, Vedder) – 5:29
13. "Inside Job" (McCready, Vedder) – 7:08
14. "Inside Job" (obsahuje krátkou skrytou instrumentální skladbu) 6:35

## Nástrojové obsazení
- Jeff Ament – baskytara
- Stone Gossard – kytara
- Mike McCready – kytara
- Eddie Vedder – kytara, zpěv, layout a design; uveden jako "Jerome Turner"
- Matt Cameron – bicí, perkuse
- Boom Gaspar – Hammond B3 varhany, klavír, harmonium
- Gary Westlake – optigan
- George Webb – kytarový technik
- Gregg Keplinger, Steve Rinkov, Aaron Mlasko – technici pro bicí
- Adam Kasper – produkce, nahrávání, mixing
- Pearl Jam – produkce
- Sam Hofstedt, John Burton – zvukař
- Fernando Apodaca – design
- Jason Mueller – design
- Brad Klausen – fotografie, layout a design